# Calycogonium
Calycogonium es un género  de plantas fanerógamas pertenecientes a la familia Melastomataceae.   Comprende 43 especies descritas y de estas, solo 7 aceptadas.

## Taxonomía
El género fue descrito por Augustin Pyrame de Candolle y publicado en Prodromus Systematis Naturalis Regni Vegetabilis 3: 168. 1828.

## Especies aceptadas
A continuación se brinda un listado de las especies del género Calycogonium aceptadas hasta febrero de 2013, ordenadas alfabéticamente. Para cada una se indica el nombre binomial seguido del autor, abreviado según las convenciones y usos:
- Calycogonium apleurum (Urb. & Ekman) Judd & Skean
- Calycogonium calycopteris (Rich.) Urb.
- Calycogonium glabratum (Sw.) DC.
- Calycogonium lima (DC.) Griseb.
- Calycogonium lomense (Urb.) Judd & Skean
- Calycogonium reticulatum (Cogn.) Judd & Skean
- Calycogonium tetragonolobum (Cogn.) Judd & Skean